# Dactyloctenium hackelii
Dactyloctenium hackelii é uma espécie vegetal da família Poaceae.
Apenas pode ser encontrada no Iémen.
Os seus habitats naturais são: campos de gramíneas subtropicais ou tropicais secos de baixa altitude.